# Цвелих Тамара Іванівна
Тама́ра Іва́нівна Цве́лих (Цве́ліх) (24 квітня 1910, Кременчук — 2010, Україна) — вчена-педагог, кандидат педагогічних наук (1949), фахівець з методики дошкільного виховання, засновниця наукової школи естетичного виховання. Дружина Анатоля Ілліча Костенка, мати трьох дітей, яким він став вітчимом.

## Біографічні дані та наукова робота
Народилася 24 квітня 1910 року в Кременчуці; походила з козацької родини.
Навчалася в Харківському, з 1932 — в Київському державному університеті ім. Т. Шевченка, здобула кваліфікацію філолога. У 1937 році закінчила університет, здобула звання учителя середньої школи. Працювала в Пирогівській школі Київської області, потім — в.о. співробітниці з художнього виховання Київського обласного інституту вдосконалення вчителів.
Під час Другої світової війни евакуювалася до Курська. Після закінчення війни повернулася на територію України й у 1949 році успішно захистила дисертацію на тему: «Комсомольська підпільна організація „Молода гвардія“ і її значення для виховання радянської молоді» у спеціалізованій ученій раді Київського державного університету та здобула науковий ступінь кандидата педагогічних наук.
З 1951 по 1956 році Тамара Іванівна була головним редактором журналу «Дошкільне виховання», який розкривав теоретичні та практичні питання дошкільної освіти. Водночас працювала в Київському педагогічному інституті ім. О. М. Горького деканом педагогічного факультету й куратором групи. У тому ж інституті в той час працювали: Григорій Боришполець, Микола Даденков, Григорій Костюк, Дмитро Ніколенко та інші.
З 1956 року — наукова співробітниця НДІ педагогіки УРСР. Під її керівництвом відділ морально-естетичного виховання НДІ у 1964 році розробив «Орієнтовну програму з естетичного виховання учнів загальноосвітньої школи». Вчена очолювала авторську групу розробки «Програми морального виховання учнів різних вікових груп». У 1970 році естетичний підрозділ в Інституті педагогіки отримав автономію, що відповідало очікуванням вченої. Працювала з видавництвом «Радянська школа» як авторка, рецензентка, редакторка, член редакційної ради. Протягом 1970—2000-х років ймовірно продовжувала працювати в Інституті педагогіки АПН України.
Померла в 2010 році на 100-му році життя. За іншими даними у 1992.
Про вчену згадують як про людину, що «постійно самовдосконалювалась, була неординарною, володіла неперевершеним умінням зацікавити науковою творчістю». Учні та друзі згадують її як «привітну і доброзичливу, спілкування з якою заряджало доброю енергетикою».
До кола наукових інтересів та життєвих захоплень вченої входили: педагогіка і психологія, література, образотворче мистецтво, природа тощо. Як науковий керівник вчена підготувала близько чотирьох десятків кандидатів наук. Авторка тематичних статей у фаховій педагогічній періодиці. У 1964 році за її науковим керівництвом було вперше розроблено «Орієнтовну програму з естетичного виховання учнів загальноосвітньої школи», яка за редакцією Л. Грекова перевидавалась у 1968 і 1971 році.
У фондах Педагогічного музею України зберігають персональний комплекс матеріалів Цвелих Тамари Василівни — фотографії та друковані праці, документи, зокрема трудова книжка, дипломи, грамоти, посвідчення, медалі: всього 128 одиниць зберігання.

## Нагороди
- Медаль «За доблесну працю у Великій Вітчизняній війні 1941—1945 рр.»;
- Медаль «За перемогу над Німеччиною у Великій Вітчизняній війні 1941—1945 рр.»;
- Медаль «Ветеран праці»;
- «Відмінник просвіти СРСР»;
- Значок «Відмінник народної освіти УРСР»;
- Медаль «А. С. Макаренка»
- Медаль «За доблесну працю»[4].